# Петров, Леонид Григорьевич
Леонид Григорьевич Петров (29 апреля 1919, Иваново-Вознесенск, Российская империя — 1978, Ленинград, РСФСР) — советский художник, заслуженный художник РСФСР (1968), член союза художников СССР.

## Биография
С 1934 по 1937 год обучался в Ивановском художественном училище.
В 1937 году поступил на факультет живописи Ленинградского института живописи, скульптуры и архитектуры. Во время войны, в блокадном Ленинграде, участвовал в выпуске наглядной агитации, плакатов, газет. В 1945 году окончил ЛИЖСА (мастерская Б. В. Иогансона, дипломная работа — «Ленинградские композиторы», оценка — хорошо; присвоено звание художника живописи).

## Творчество
Большое место в творчестве занимает книжная и станковая графика. Совместно с Михаилом Гордоном и Львом Ореховым создал ряд острых плакатов.
Работы находятся в Киевском филиале Центрального музея В. И. Ленина. 9 ноября 1978 года было приобретено 12 работ для Пермской государственной художественной галереи.

## Награды
- 1969 — Первая премия Союза художников СССР за серию работ о Ленине
- Заслуженный художник РСФСР (1968, Указ Президиума Верховного Совета РСФСР от 11 сентября 1968)
- Почётная грамота Президиума Верховного Совета РСФСР за творческую работу в области книги от 30 апреля 1966 г.
- 1965 — Золотая медаль по шолоховскому конкурсу на Лейпцигской выставке

## Семья
- Жена — Валентина Владимировна (в девичестве Шульц, 1922 — ?), художник-график, заслуженный художник РСФСР[3].
  - Сын — Александр Леонидович Петров (1951—2009), художник.